# Fatale séduction
Fatale séduction (Widow on the Hill) est un téléfilm américain réalisé par Peter Svatek, diffusé le 24 janvier 2005 sur Lifetime.

## Synopsis
Linda Dupree, une ravissante infirmière, est appelée par un riche éleveur de chevaux Hank Cavanaugh pour soigner son épouse atteinte d'une maladie incurable. Après la mort de cette dernière Linda devient la maitresse, puis l'épouse de Hank. Mais elle trompe rapidement ce dernier avec d'autres hommes.
Bientôt Hank meurt et Linda est suspectée de meurtre...

## Fiche technique
- Titre original : Widow on the Hill
- Réalisation : Peter Svatek
- Scénario : Stephen Harrigan (en), d'après un article du Vanity Fair écrit par Michael Shnayerson (en)[2]
- Photographie : David Greene
- Montage : Stephen Lawrence
- Musique : Danny Lux
- Société de production : Widow Productions (Granada America, Lionsgate Television)
- Pays :  États-Unis
- Durée : 85 minutes

## Distribution
- Natasha Henstridge (VF : Rafaèle Moutier)[réf. nécessaire] : Linda Dupree Cavanaugh
- James Brolin (VF : Pierre Dourlens) : Hank Cavanaugh
- Jewel Staite (VF : Edwige Lemoine) : Jenny Cavanaugh
- Gabriel Hogan : Rick
- Peter James Haworth : Forrest
- Laura de Carteret : Lexie
- Marcia Bennett : Dotty
- Michelle Duquet : Felicia Cavanaugh
- Melinda Deines (VF : Sybille Tureau) : Monica Cavanaugh
- Roman Podhora : Ransom
- Jeff Roop : Kevin

## Accueil
Le téléfilm a été vu par environ 4,2 millions de téléspectateurs lors de sa première diffusion.